# Phragmanthera
Phragmanthera är ett släkte av tvåhjärtbladiga växter. Phragmanthera ingår i familjen Loranthaceae.

## Dottertaxa tillPhragmanthera, i alfabetisk ordning[1]
- Phragmanthera austroarabica
- Phragmanthera batangae
- Phragmanthera baumii
- Phragmanthera brieyi
- Phragmanthera capitata
- Phragmanthera cinerea
- Phragmanthera cornetii
- Phragmanthera crassicaulis
- Phragmanthera dombeyae
- Phragmanthera dschallensis
- Phragmanthera edouardii
- Phragmanthera eminii
- Phragmanthera engleri
- Phragmanthera erythraea
- Phragmanthera exellii
- Phragmanthera glaucocarpa
- Phragmanthera guerichii
- Phragmanthera kamerunensis
- Phragmanthera leonensis
- Phragmanthera longiflora
- Phragmanthera luteovittata
- Phragmanthera macrosolen
- Phragmanthera nigritana
- Phragmanthera polycrypta
- Phragmanthera proteicola
- Phragmanthera raynaliana
- Phragmanthera regularis
- Phragmanthera rufescens
- Phragmanthera sarertaensis
- Phragmanthera seretii
- Phragmanthera sterculiae
- Phragmanthera talbotiorum
- Phragmanthera usuiensis
- Phragmanthera vignei
- Phragmanthera zygiarum